# Alfa-queratina
La alfa-queratina (α-queratina, queratina alfa o queratina-α) es un tipo de queratina. Esta proteína es el principal componente de los pelos, cuernos, uñas y la capa epidérmica de la piel de muchos animales, especialmente mamíferos. Estructuralmente es una proteína fibrosa, esto es, que sus aminoácidos forman una estructura secundaria repetida. La estructura secundaria de la α-queratina es muy parecida a la de las típicas proteínas en hélice alfa y forma una hélice superenrollada. Debido a su estructura tan firmemente enrollada, puede funcionar como uno de los materiales biológicos más fuertes y tiene diversos usos en los mamíferos, como garras en los predadores o pelos para abrigarse. Se sintetiza mediante biosíntesis proteica, utilizando transcripción y traducción genética, pero cuando la célula madura y está llena de queratina-α, muere, creando una sólida unidad no vascularizada de tejido queratinizado.

## Estructura

Enlaces disulfuro entre dos hélices alfa de queratina.

La alfa queratina es una cadena polipeptídica rica en alanina, leucina, arginina y cisteína, que forma una hélice alfa dextrógira. Dos de estas cadenas polipeptídicas se enrollan entre sí formando una estructura helicoidal levógira llamada hélice superenrollada; estos dímeros de hélices superenrolladas, de aproximadamente 45 nm de longitud, están unidos por medio de Enlaces disulfuro, utilizando los numerosos aminoácidos de cisteína que se encuentran en las alfa-queratinas. Entonces los dímeros se alinean y sus extremos C-terminal se enlazan con los extremos N-terminal de otros dímeros y dos de estas nuevas cadenas se unen en sentido longitudinal, siempre por medio de enlaces disulfuro, para formar un protofilamento. Dos protofilamentos se juntan para formar una protofibrilla y cuatro protofibrillas se polimerizan para formar los filamentos intermedios, que son la subunidad básica de las queratinas alfa. Estos filamentos intermedios pueden condensarse en una formación en hélice superenrollada de unos 7 nm de diámetro, y puede ser de tipo I, ácida, o de tipo II, básica. Finalmente, los filamentos intermedios están insertados en una matriz de queratina que o bien tiene un alto contenido de residuos de cisteína o bien de glicina, tirosina y fenilalanina. Los diferentes tipos, alineamientos y matrices de estos filamentos intermedios explican la gran variedad de estructuras de queratina alfa, cada una con distintas propiedades, que se encuentran en los mamíferos.

## Bioquímica

### Síntesis

Síntesis de alfa-queratina. La queratina se muestra en rojo en cada paso del diagrama.

La síntesis de la α-queratina empieza cerca de los puntos de adhesiones focales en la membrana celular. Allí, los precursores de los filamentos de queratina pasan por un proceso conocido como nucleación, en el que los precursores de los dímeros y  filamentos se estiran, fusionan y agrupan. A medida que se produce esta síntesis, los precursores de los filamentos de  queratina son transportados por las fibras de actina de la célula hacia el núcleo, donde los filamentos intermedios de  alfa-queratina se juntan y forman redes de estructuras diferentes según el uso que van a tener las células de queratina a medida que simultáneamente se degrada su núcleo. Sin embargo, si es preciso, en lugar de continuar creciendo, los complejos de queratina se desensamblan formando precursores de queratina no filamentosos que pueden difundir por el citoplasma de la célula. Estos filamentos de queratina podrán usarse en futuras síntesis, reorganizar la estructura final o crear un complejo de queratina diferente. Cuando la célula se llenó con la queratina correcta y estructurada debidamente, experimenta una estabilización de la queratina y muere, una forma de muerte celular programada. Esto tiene como resultado una célula queratinizada no vascular completamente madura. Estas células de alfa-queratina completamente maduras, o células cornificadas, son el principal componente del pelo, la capa externa de las uñas y cuernos y la capa  epidérmica de la piel.

### Propiedades
La propiedad de mayor importancia biológica de la alfa-queratina es su estabilidad estructural. Cuando están sometidas a una tensión mecánica, las estructuras de α-queratina pueden mantener su forma y proteger lo que rodean. Bajo una tensión alta, la alfa-queratina puede incluso cambiar a beta-queratina, una formación de queratina aún más fuerte que tiene una estructura secundaria de lámina beta plegada. Los tejidos de alfa-queratina también muestran signos de viscoelasticidad, lo que les permite estirarse y absorber impactos hasta un cierto grado, aunque también pueden acabar fracturándose. Su resistencia también se ve afectada por el contenido de agua en la matriz de los filamentos intermedios; un mayor contenido de agua disminuye la resistencia y la rigidez de las células de queratina debido a su efecto sobre los puentes de hidrógeno en la red de la alfa-queratina.

### Caracterización

#### Tipo I y tipo II
Las proteínas alfa-queratinas pueden ser de dos tipos: tipo I o tipo II. Hay 54 genes de queratina en los humanos, 28 de los cuales codifican el tipo I y 26 el tipo II. Las proteínas de tipo I son ácidas, esto es, que contienen más aminoácidos ácidos, como el ácido aspártico, mientras que las del tipo II son básicas, o sea que contienen más aminoácidos básicos, como la lisina. Esta diferenciación es especialmente importante en las alfa-queratinas porque en la síntesis de sus dímeros subunidades, la hélice superenrollada, una de las proteínas enrolladas que lo forman debe ser de tipo I, mientras que a otra debe ser de tipo II. Incluso dentro de los tipos I y II, hay queratinas ácidas y básicas que son especialmente complementarias entre sí en cada organismo. Por ejemplo, en la piel humana, la queratina 5, una alfa-queratina tipo II, se empareja principalmente con la queratina 14, que es del tipo I, para formar el complejo de alfa-queratina de las células de la epidermis de la piel.

#### Dura y blanda
Las alfa-queratinas duras, como las que forman las uñas, tienen un mayor contenido en cisteína en su estructura primaria. Esto causa un incremento de enlaces disulfuro que pueden estabilizar la estructura de la queratina, permitiéndoles resistir una fuerza elevada antes de fracturarse. Por otra parte, las alfa-queratinas blandas, como las que se encuentran en la piel, contienen una cantidad comparativamente pequeña de enlaces disulfuro, lo que hace su estructura más flexible.